# Kōgake
Il Kōgake (甲懸?) era la scarpa d'arme dell'armatura giapponese, atta a coprire il piede del guerriero giapponese (bushi) coperto dalla caratteristica calza bicipite (tabi) infilata nel sandalo zōri. Era realizzata in placche di ferro/cuoio interconnesse da maglia di ferro.

La variante Kusari-Tabi era un kōgake interamente realizzato in maglia di ferro.

## Galleria d'immagini

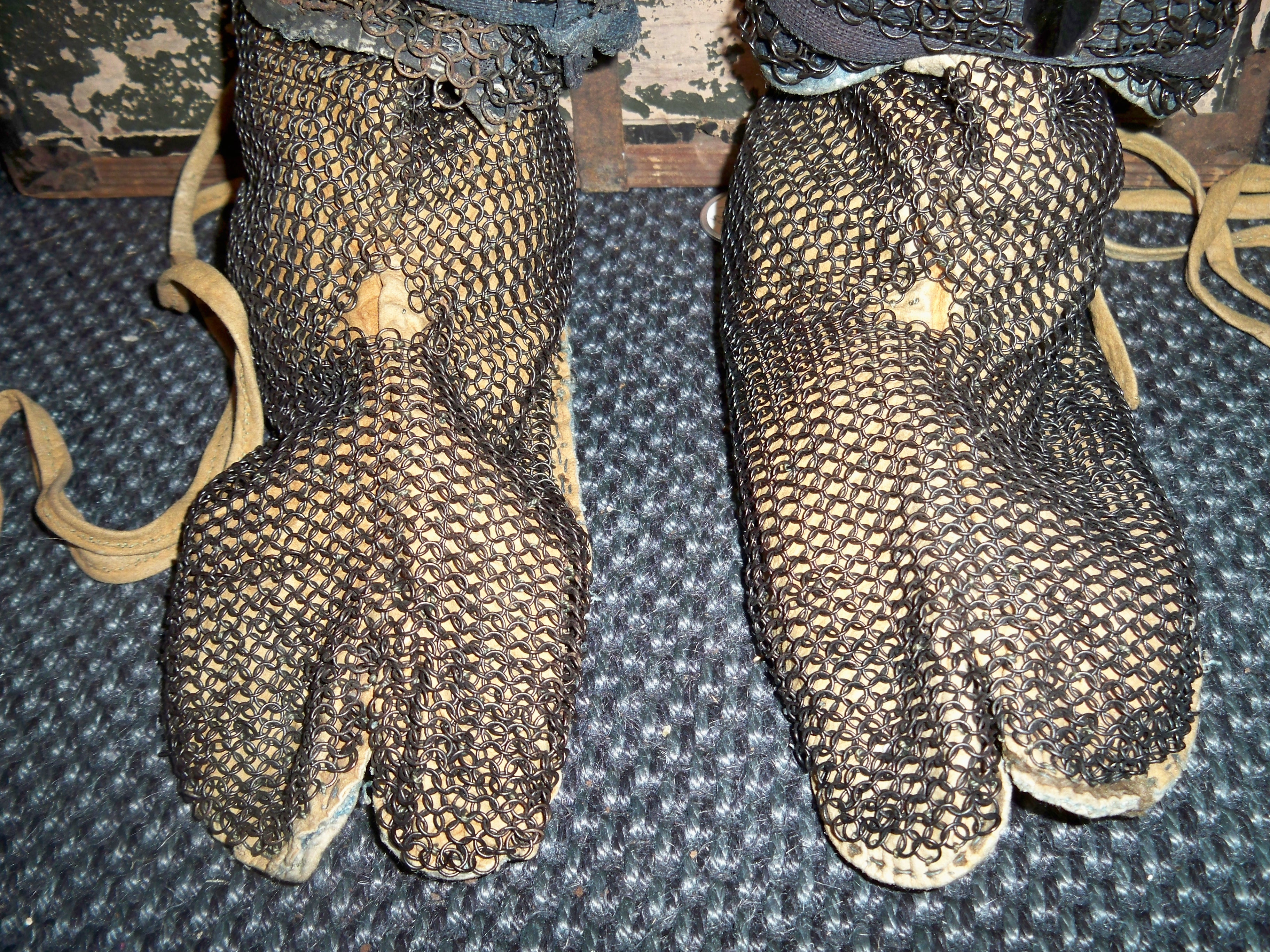
Scarpa d'arme giapponese in maglia di ferro: Kusari-Tabi
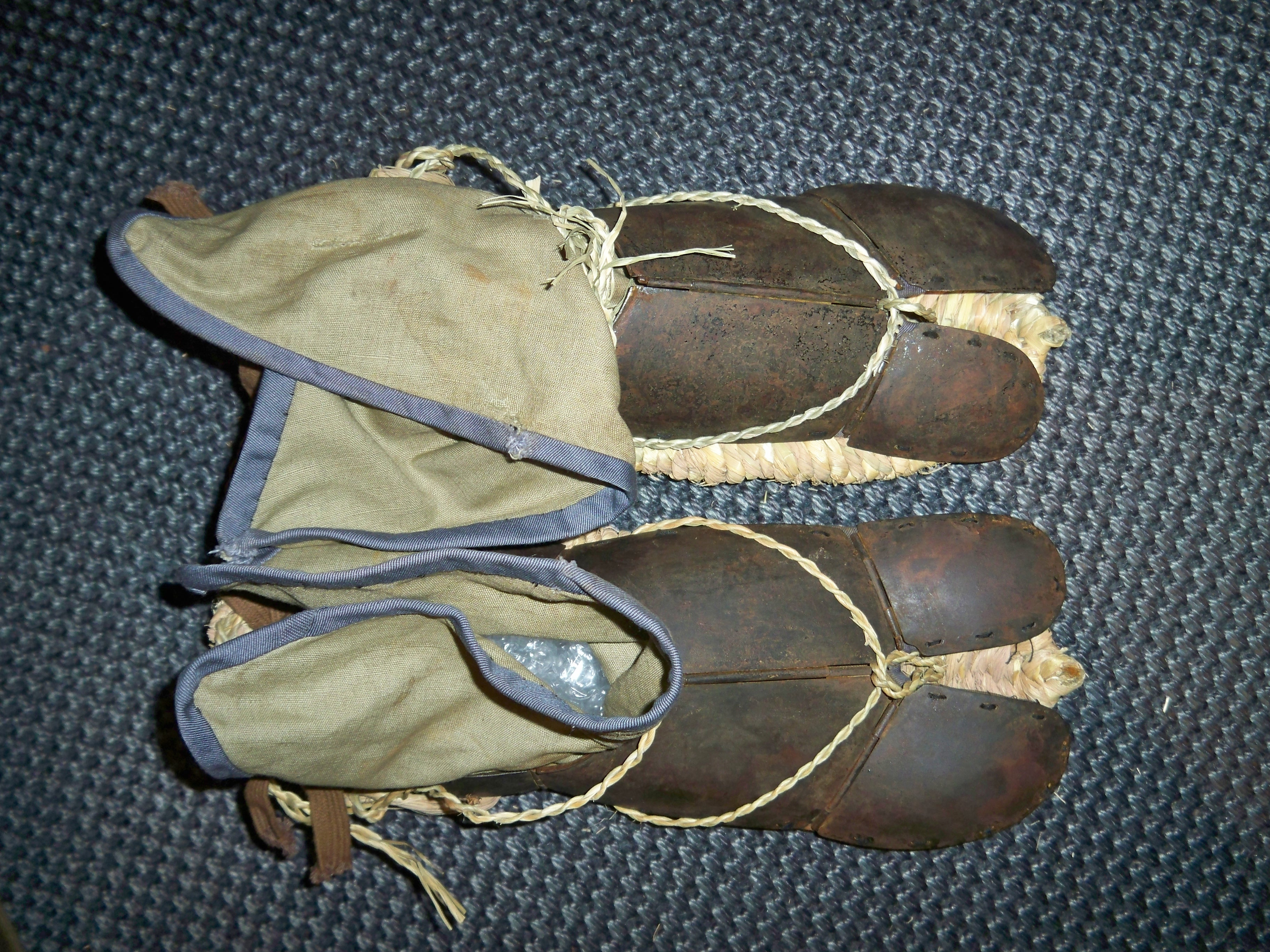
Scarpa d'arme giapponese tipo Kōgake
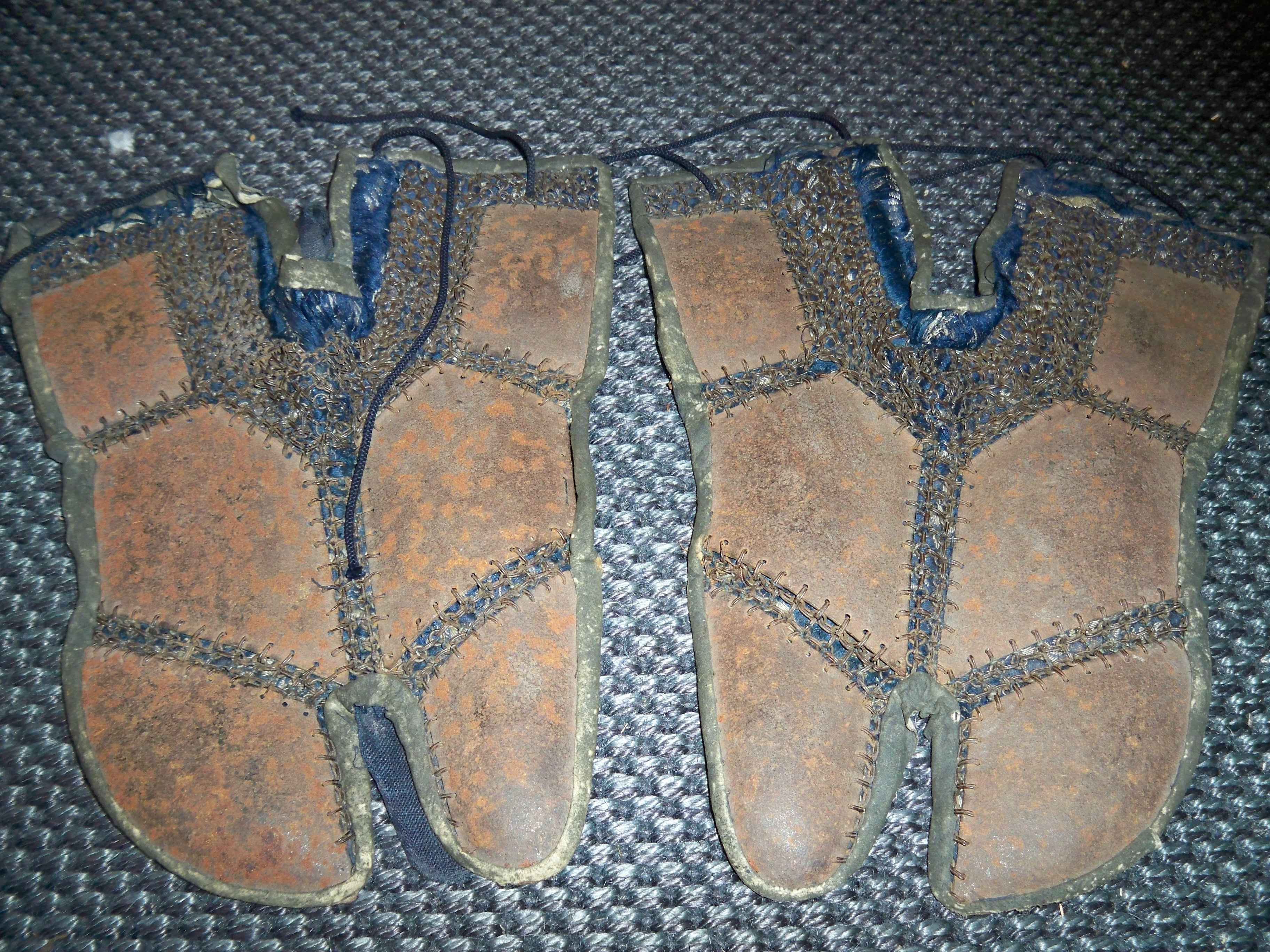
Scarpa d'arme giapponese tipo Kōgake slacciata